# Rectoria vella de Santa Maria
La Rectoria vella de Santa Maria és un edifici de Mataró (Maresme) protegit com a Bé Cultural d'Interès Local.

## Descripció

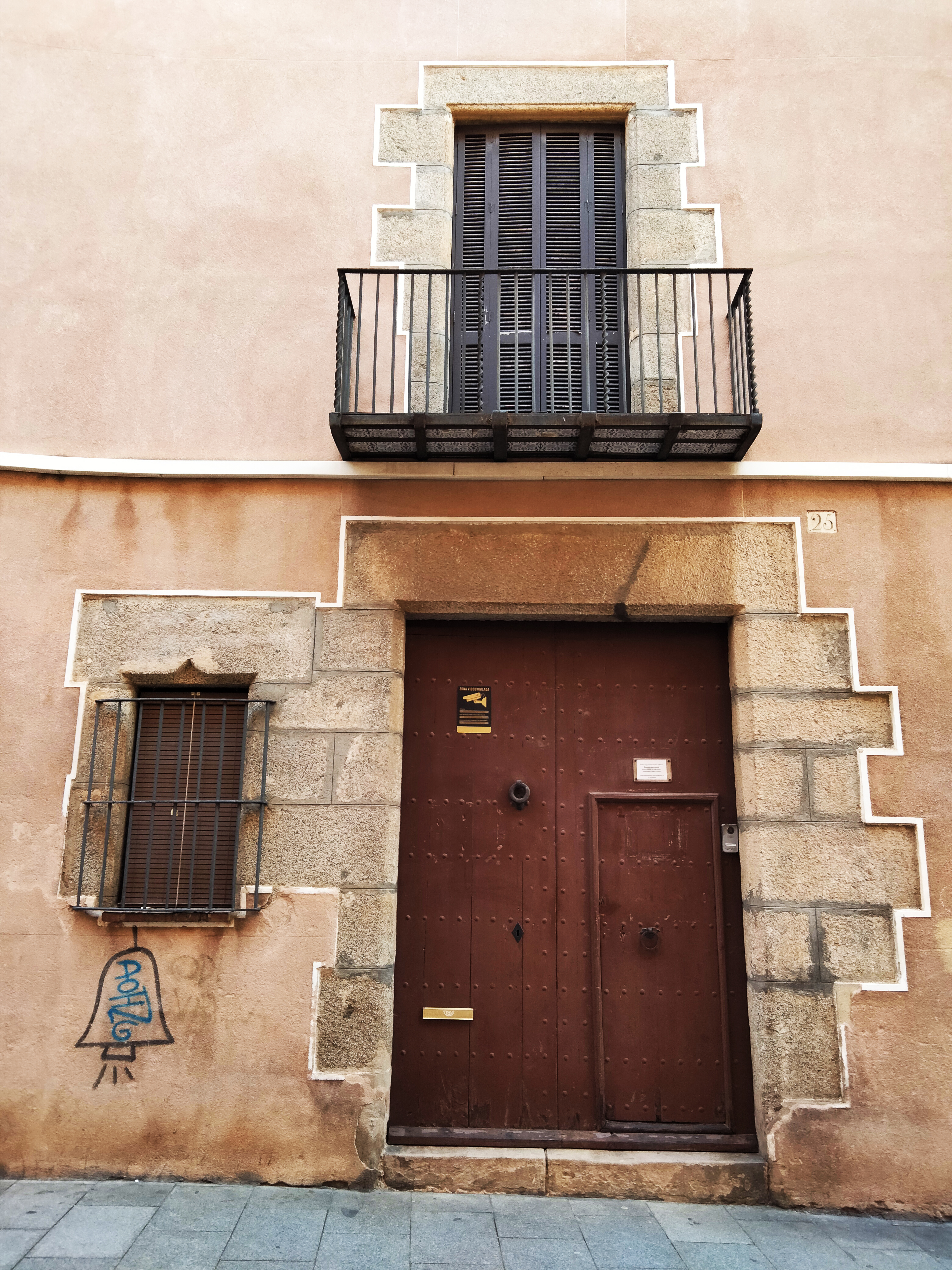
Detall de les obertures de la façana

Es tracta d'un casal en cantonada format per tres cases entre mitgeres de planta baixa i dues plantes pis. A la planta baixa de la façana principal destaca l'antiga porta d'accés i finestra amb brancals i llinda de pedra. Al primer pis hi ha un balcó amb enreixat de forja i rajola vidriada i una finestra, ambdós amb brancals i llinda de pedra, i tres finestres sota el ràfec de la coberta. El ràfec assenyala bé la inflexió del carrer i el gir de la cantonada. A l'interior, el saló del bisbe al primer pis així com la com la casa sencera mantenen l'estructura del segle xvii. La decoració pictòrica i part del mobiliari són del segle xix.